# Aneto
Der Pico d’Aneto ist mit einer Höhe von 3404 m der höchste Berg in den Pyrenäen, der dritthöchste Spaniens (nach dem Teide auf Teneriffa und dem Mulhacén in Andalusien) sowie der höchste von Aragón. Er liegt im Gemeindegebiet von Benasque in der spanischen Provinz Huesca, im Norden von Aragonien. Der Aneto ist Teil des 1994 geschaffenen Naturparks Posets-Maladeta. Er bildet den südlichen Teil des Maladeta-Massivs. Sein veralteter französischer Name ist Néthou.

## Aufstieg
Ausgangspunkt der normalen Route zur Besteigung des Aneto ist das Refugio de la Renclusa (2140 m). Von dort führt der Pfad oberhalb des Portillón Superior vorbei auf den Gletscher (Steigeisen und Eispickel erforderlich) und erreicht den Gipfel über die Nordflanke (Aufstiegszeit etwa 5–6 Std.). Kurz vor dem Gipfel befindet sich eine kurze felsige Passage, die Brücke des Mohammed. Es ist eine schmale Passage auf dem Grat über große Felsblöcke, die zu beiden Seiten ausgesetzt ist. Vom Gipfel öffnet sich der Blick nach Norden zum schneebedeckten Maladeta, nach Süden auf die trockenen Hochflächen von Aragón.

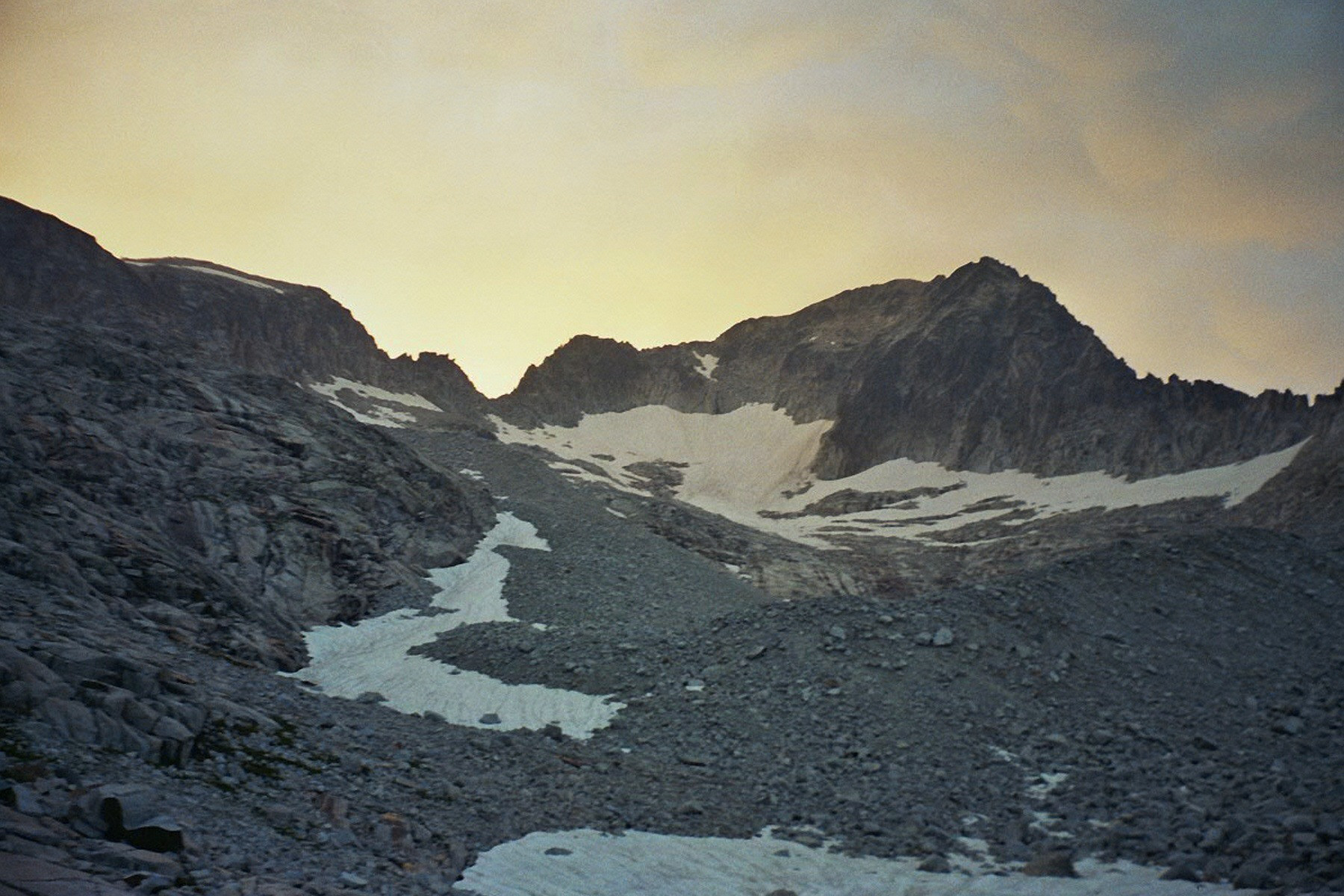
Pico d’Aneto vom Medium Ibon de Coronas am Morgen, halblinks der Collado de Coronas

## Erstbesteigung
Am 18. Juli 1842 verließ der sich in Bagnères-de-Luchon aufhaltende ehemalige russische Offizier Platon Tschichatschow begleitet von seinen Führern Pierre Sanio de Luz sowie den Luchonaisern Bernard Arrazau und Pierre Redonnet und dem Botaniker Albert de Franqueville mit seinem Führer Jean Sors den französischen Ort Bagnères-de-Luchon. Vom Hospice de France wanderten sie über den Port de Vénasque (2450 m) zum Maladeta-Massiv, wo sie beim einfachen Unterstand von Renclusa biwakierten. An dieser Stelle befindet sich heute das in den Jahren 1998 bis 1999 stark erweiterte und modernisierte Refugio de la Renclusa (2140 m).
Am folgenden Tag überquerten sie den Col de Alba und stiegen zum Ibón de Cregüeña (2660 m) hinab, wo sie bei der südlichen Umwanderung des Sees vom Weg abkamen. Gegen Abend fanden sie nach einer weiteren Passüberquerung Quartier in einer Cabane (Schäferhütte) im Tal von Valhibierna.
Beim Sonnenaufgang am nächsten Tag stieg die Gruppe zum Collado de Coronas (3196 m) hinauf. Trotz ihrer Angst vor Gletscherspalten entschlossen sie sich zum Aufstieg über den Aneto-Gletscher. Nachdem ihnen der Aufstieg über den schmalen Grat kurz vor dem Gipfel auf einer kurzen Strecke noch einmal Schwierigkeiten bereitet hatte (Albert de Franqueville taufte diese Stelle Brücke des Mohammed), erreichten sie am Morgen des 20. Juli 1842 den höchsten Gipfel der Pyrenäen. Dort hinterließen sie eine Flasche mit ihren Namen.

## Erste Winterbesteigung
Die erste Besteigung des Aneto im Winter erfolgte am 1. März 1878 durch Roger de Monts, B. Courrèges sowie B. und V. Paget.

## Gletscher
Laut Experten befindet sich der Gletscher des Berges im Endstadium.